# Acuerdo Lansing-Ishii

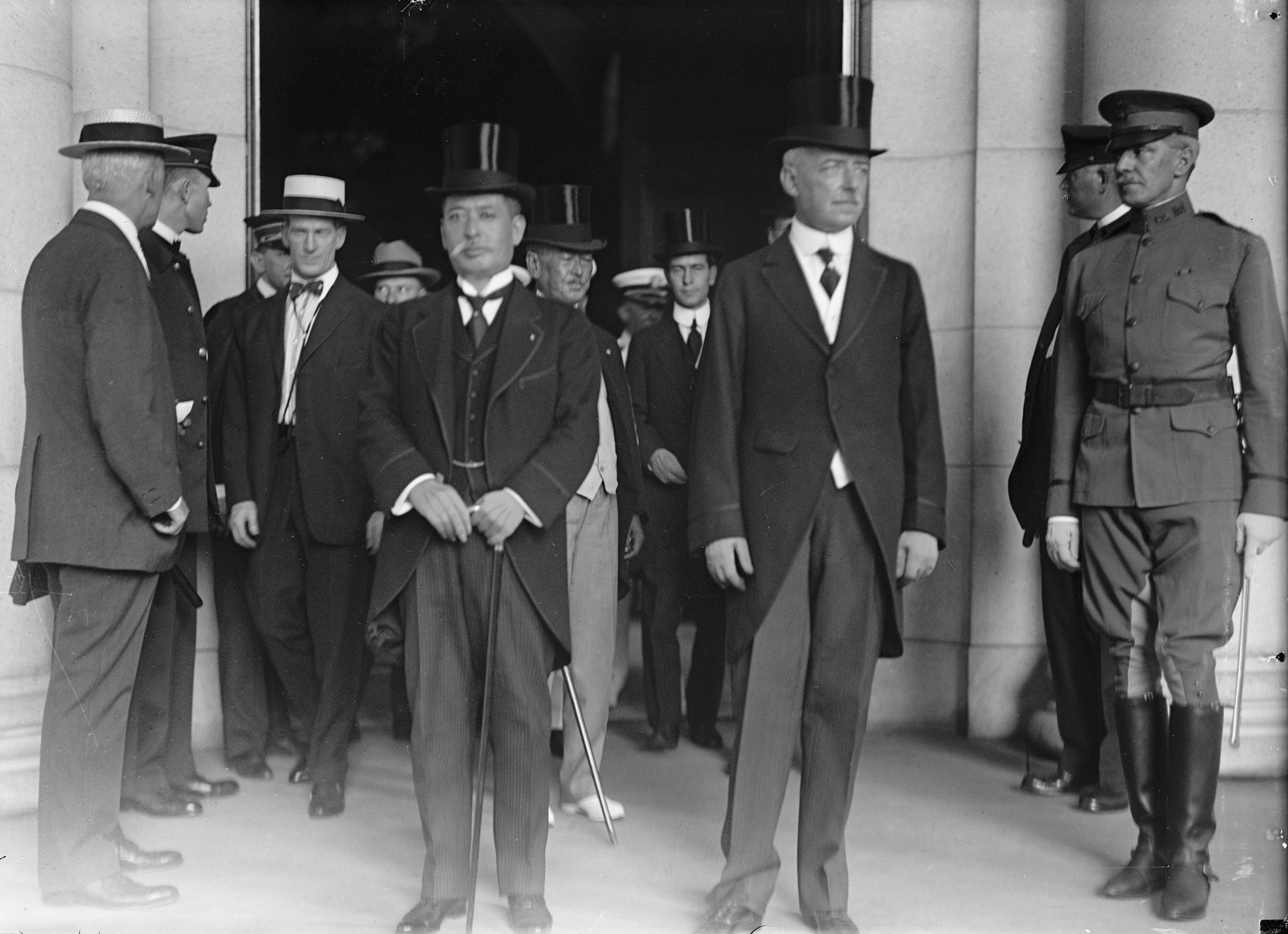
Ishii Kikujirō (centro izquierda) y Robert Lansing (centro derecha) en Washington D. C., 1917, durante la firma del acuerdo.

El Acuerdo Lansing-Ishii (石井・ランシング 協定 Ishii-Ranshingu Kyōtei?) fue una nota diplomática firmada por los Estados Unidos y el Imperio del Japón el 2 de noviembre de 1917 a propósito de sus diferencias con respecto a China.
En el texto del Acuerdo que se publicó —firmado por el secretario de Estado de los Estados Unidos Robert Lansing y el enviado especial japonés Ishii Kikujirō—, ambas partes se comprometían a mantener la política de puertas abiertas en China con respecto a su integridad territorial y administrativa. Sin embargo, el Gobierno de Estados Unidos reconocía también que Japón tenía ciertos «intereses especiales» en China debido a su proximidad geográfica, especialmente en las áreas de China más cercanas al territorio japonés, lo que contradecía en la práctica la mencionada política de puertas abiertas.
En un protocolo secreto adjunto al Acuerdo público ambas partes acordaron no aprovechar las posibles oportunidades surgidas de la Primera Guerra Mundial para tratar de obtener derechos especiales o privilegios en China a expensas de otras naciones aliadas en la guerra contra Alemania.
En la época, el Acuerdo Lansing-Ishii se presentó como prueba de que Japón y los Estados Unidos habían enterrado su rivalidad, cada vez más enconada, sobre China, y se celebró como un hito en las relaciones entre los dos países. Sin embargo, los críticos se dieron cuenta de la vaguedad de la redacción y de las diferentes interpretaciones posibles del Acuerdo, lo que significaba que nada había quedado decidido después de dos meses de conversaciones. El Acuerdo de Lansing-Ishii fue sustituido en abril de 1923 por el Tratado de las Nueve Potencias.
Para los japoneses, si bien el Acuerdo Lansing-Ishii de 1917, que reconocía los intereses especiales de Tokio en parte de China, no implicaba la igualdad con las potencias occidentales, fue una prueba de que Japón no podía ya ser soslayada en los asuntos internacionales.